# 重要参考人
重要参考人（じゅうようさんこうにん）は、事件について深く関与している、または重要な情報を持っていると考えられる人物。
捜査の状況や供述内容によっては被疑者となる場合もある。